# Miarka za miarkę
Miarka za miarkę (ang. Measure for Measure) – komedia autorstwa Williama Shakespeare’a z roku 1603. Trudno ją jednoznacznie zaklasyfikować do kategorii komedii lub tragedii. Została opublikowana w Pierwszym Folio w 1623 roku.
Głównym tematem sztuki jest kontrast między władzą polityczną a sprawiedliwością w kontekście biblijnym. Dramat jest oparty na motywach z twórczości renesansowego włoskiego autora Giambattisty Giraldiego Cinzia.
Tytuł odnosi się do słów z Biblii, z Ewangelii św. Mateusza: Jakim sądem sądzicie, takim was osądzą, i jaką miarą mierzycie, taką i wam odmierzą.

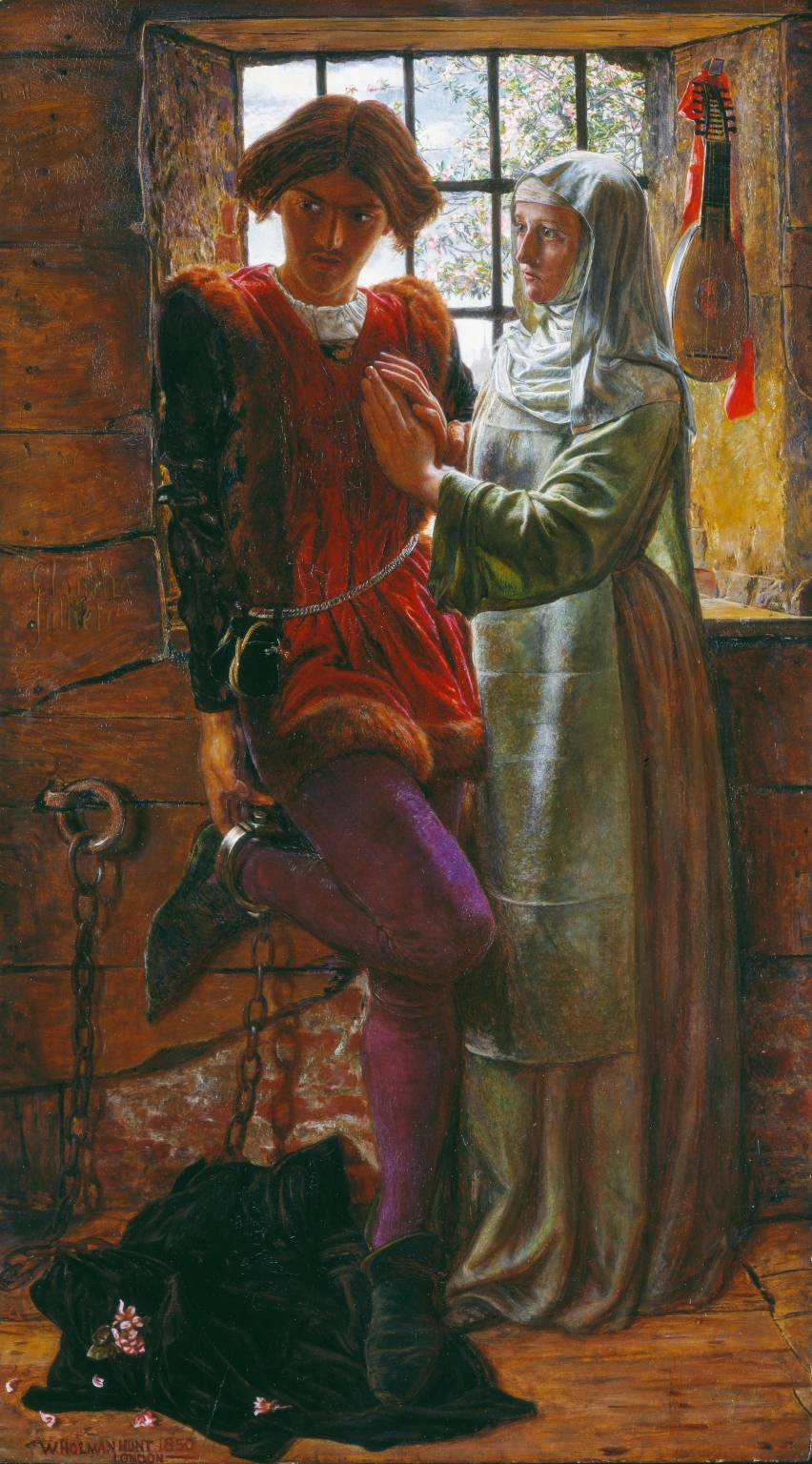
Obraz Claudio i Isabella autorstwa Williama Hunta

## Ważniejsze polskie inscenizacje
- Teatr Polski w Szczecinie, reżyseria: Irena Wollen, premiera: 3 grudnia 1982[1].
- Teatr Stary im. Heleny Modrzejewskiej w Krakowie, reżyseria: T. Bradecki, premiera: 18 czerwca 1998.
- Teatr im. Juliusza Słowackiego w Krakowie, reżyseria: Helena Kaut-Howson, premiera: 6 maja 2005.
- Teatr Dramatyczny m.st. Warszawy, reżyseria: Oskaras Koršunovas, premiera: 3 kwietnia 2016.

## Bohaterowie
- Isabella
- Książę
- Claudio
- Angelo
- Escalus
- Lucio
- Mariana
- Pompey
- Provost
- Barnadine
- Julia